# Virtua Striker
 (mai 2019).
Si vous disposez d'ouvrages ou d'articles de référence ou si vous connaissez des sites web de qualité traitant du thème abordé ici, merci de compléter l'article en donnant les références utiles à sa vérifiabilité et en les liant à la section « Notes et références ».
Virtua Striker (バーチャストライカー) est une série de jeux vidéo de football de type arcade créée par Sega.
Développée à l'origine par Sega-AM2, la série a connu un bref changement de développeur avec Amusement Vision responsable de Virtua Striker 3. Elle revient chez Sega-AM2 avec le quatrième volet. Les différents épisodes se situent dans le plus pur style arcade et sont sortis sur Dreamcast, GameCube ou encore PlayStation 2.
La licence a connu plusieurs titres, toutefois beaucoup n'ont pas dépassé les frontières du Japon.
- Virtua Striker (1994)[1]
- Virtua Striker 2 (1997)
- Virtua Striker 2 version '98 (1998)
- Virtua Striker 2 version '99 (1999)
- Virtua Striker 2 version '99.1 (1999)
- Virtua Striker 2 version 2000 (2000)
- Virtua Striker 2 version 2000.1 (2000)
- Virtua Striker 3 (2001)
- Virtua Striker 3 version 2002 (20 mai 2002)
- Virtua Striker 4 (2005)
- Virtua Striker 4 version 2006 (2006)